# Кегумський край
Кегу́мський край (латис. Ķeguma novads) — адміністративно-територіальна одиниця Латвійської Республіки. Розташований у центральній частині країни, в історичному регіоні Ліфляндія. Адміністративний центр — Кегумс. Створений 2009 року. Площа — 490 км². Населення — 5735 осіб (2011). До складу краю входять 3 волості.